# Ebenholtsväxter
Ebenholtsväxter (Ebenaceae) är en familj av tvåhjärtbladiga växter i ljungordningen. Släktet innefattar cirka 800 arter, av vilka de flesta återfinns i släktet Diospyros.

## Beskrivning
Medlemmarna av släktet Euclea förekommer i östra och sydöstra Asien. Arter från släktet Diospyros hittas främst i tropikerna och några arter når den tempererade zonen. Ebenholtsväxter är små träd eller buskar. Blommorna har sammanväxta kronblad och foderblad. Kronbladen är oftast vita, elfenbensfärgad eller rosa.
Från träden används det hårda träet (ebenholts). Det har oftast en svart eller mörkbrun färg. I sällsynta fall kan träet vara rödaktig, grönaktig, vitaktig eller det har olikfärgade strimmor. Med träet framställs möbler, musikinstrument, pipor och intarsia. Några arter som Diospyros kaki utvecklar ätliga frukter som vanligen säljs på lokala marknader. Även hos Diospyros lotus och Diospyros virginiana hittas ätliga frukter.

## Släkten
Släkten enligt Plants of the World Online:
- Diospyros
- Euclea
- Lissocarpa